# William McFadden Orr

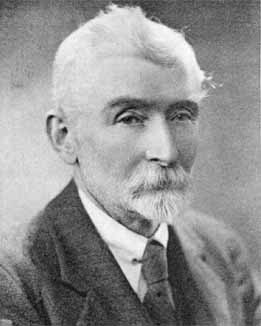
William McFadden Orr (ca. 1925)

William McFadden Orr (* 2. Mai 1866 in Ballystockhart, County Down; † 14. August 1934 in Douglas, Isle of Man) war ein nordirisch-britischer angewandter Mathematiker.

## Leben
Orr, der Sohn eines Bauern und Protestant, besuchte das Methodist College in Belfast und studierte am dortigen Queen’s College mit dem Abschluss 1885 sowie am St John’s College der University of Cambridge, wo er Schüler von Joseph Larmor war, mit dem er danach befreundet war. 1888 erhielt er einen Bachelor-Abschluss. Im zweiten Teil der Tripos-Prüfungen wurde er 1889 Senior Wrangler (also Jahrgangsbester) und wurde 1891 Fellow seines Colleges in Cambridge nach einer Arbeit über Feuerbachkreise. 1892 wurde er Professor für Mathematik am Royal College of Science for Ireland in Dublin sowie Professor für Mathematik und angewandte Mathematik, als das Royal College of Science 1926 mit dem Trinity College zum University College Dublin zusammengelegt wurde. Orr war dort stark in die Lehre eingespannt, worüber er sich in einem Brief an Larmor beklagte. 1933 ging er in den Ruhestand.
Er ist bekannt für lineare Stabilitätsuntersuchungen zur Hydrodynamik in linearer Näherung, so die nach ihm und Arnold Sommerfeld benannten Orr-Sommerfeld-Gleichungen. Dabei wird die Strömung einer viskosen Flüssigkeit (beschrieben durch die nichtlinearen Navier-Stokes-Gleichung) nahe einer Wand beschrieben. Betrachtet wird zudem der zweidimensionale Fall und der Fall von kleinen Störungen in linearer Näherung (Lineare Stabilitätstheorie). Orr und Sommerfeld untersuchten die Stabilität für verschiedene Geschwindigkeitsprofile der Strömung nahe einer Wand oder in Rohren. Untersucht werden zum Beispiel Couette-Strömung, wo die Geschwindigkeit von Null an der Wand linear zunimmt und wo die lineare Stabilitätsanalyse Stabilität ergibt für alle Reynoldszahlen, oder ein Profil wie bei der Hagen-Poiseuille-Strömung, wo die lineare Stabilitätsanalyse Instabilität ergibt ab einer bestimmten Reynoldszahl. Die Analyse ist nur in linearer Näherung gültig, und so ergibt sich zum Beispiel bei der Couette-Strömung im Experiment, obwohl sie nach Orr-Sommerfeld eigentlich stabil sein sollte, dass sie ab einer bestimmten Amplitude zusammenbricht.
Außerdem veröffentlichte er über spezielle Funktionen in der Analysis und verschiedene mechanische Probleme, wie die Präzession und Nutation (also die Drehbewegungen als starrer Körper) einer mit einer reibungslosen Flüssigkeit gefüllten Kugel (wobei in Anwendungen etwa an den Erdkörper gedacht wurde), ein Problem das schon Lord Kelvin behandelt hatte. Orr entdeckte aber 1898 Fehler in der Behandlung bei Kelvin (wie auch Henri Poincaré 1901). Orr veröffentlichte auch zur Thermodynamik.
Orr war ab 1909 Fellow der Royal Society. 1892 heiratete er Elizabeth Campbell und hatte mit ihr drei Töchter.

## Schriften
- The stability or instability of the steady motions of a liquid, 2 Teile, Proceedings of the Royal Irish Academy, Reihe A, Band. 27, 1927, S. 9–68, 69–138.